# Ямагуті Хотару
Хотару Ямагуті (яп. 山口 螢, нар. 6 жовтня 1990, Набарі) — японський футболіст, півзахисник клубу «Сересо Осака» та національної збірної Японії.

## Клубна кар'єра
Народився 6 жовтня 1990 року в місті Набарі. Вихованець футбольної школи клубу «Сересо Осака». Дорослу футбольну кар'єру розпочав 2009 року в основній команді того ж клубу.
Наприкінці 2015 року було оголошено про перехід Хотару до «Ганновер 96». Проте у Німеччині гравець провів лише першу половину 2016 року, взявши участь лише у 6 офіційних матчах, після чого повернувся до «Сересо Осака».

## Виступи за збірні
Протягом 2010–2013 років залучався до складу молодіжної збірної Японії. На молодіжному рівні зіграв у 7 офіційних матчах, забив 2 голи.
2012 року захищав кольори олімпійської збірної Японії. У складі цієї команди провів 6 матчів. У складі збірної — учасник  футбольного турніру на Олімпійських іграх 2012 року у Лондоні.
2013 року дебютував в офіційних матчах у складі національної збірної Японії. Наступного року брав участь у всіх трьох іграх японців на  чемпіонаті світу 2014.
31 травня 2018 року був включений до заявки збірної на тогорічний чемпіонат світу.
| Дата       | Місто            | Господарі         | Результат | Гості             | Турнір                  | Голи | Примітки |
| ---------- | ---------------- | ----------------- | --------- | ----------------- | ----------------------- | ---- | -------- |
| 21-07-2013 | Сеул             | Японія            | 3 – 3     | КНР               | Кубок Східної Азії 2013 | -    |          |
| 25-07-2013 | Хвасон           | Японія            | 3 – 2     | Австралія         | Кубок Східної Азії 2013 | -    | 61'      |
| 28-07-2013 | Сеул             | Південна Корея    | 1 – 2     | Японія            | Кубок Східної Азії 2013 | -    |          |
| 14-08-2013 | Повіт Міяґі      | Японія            | 2 – 4     | Уругвай           | товариський матч        | -    | 75'      |
| 10-09-2013 | Йокогама         | Японія            | 3 – 1     | Гана              | товариський матч        | -    | 82'      |
| 15-10-2013 | Жодино           | Білорусь          | 1 – 0     | Японія            | товариський матч        | -    | 69'      |
| 16-11-2013 | Генк             | Японія            | 2 – 2     | Нідерланди        | товариський матч        | -    |          |
| 19-11-2013 | Брюссель         | Бельгія           | 2 – 3     | Японія            | товариський матч        | -    | 46'      |
| 05-03-2014 | Токіо            | Японія            | 4 – 2     | Нова Зеландія     | товариський матч        | -    | 46'      |
| 27-05-2014 | Сайтама          | Японія            | 1 – 0     | Кіпр              | товариський матч        | -    |          |
| 03-06-2014 | Тампа            | Коста-Рика        | 1 – 3     | Японія            | товариський матч        | -    |          |
| 07-06-2014 | Тампа            | Японія            | 4 – 3     | Замбія            | товариський матч        | -    |          |
| 15-06-2014 | Ресіфі           | Кот-д'Івуар       | 2 – 1     | Японія            | ЧС 2014 - 1-й етап      | -    |          |
| 20-06-2014 | Сеара-Мірін      | Японія            | 0 – 0     | Греція            | ЧС 2014 - 1-й етап      | -    |          |
| 24-06-2014 | Куяба            | Японія            | 1 – 4     | Колумбія          | ЧС 2014 - 1-й етап      | -    | 62'      |
| 27-03-2015 | Ойта             | Японія            | 2 – 0     | Туніс             | товариський матч        | -    | 84'      |
| 11-06-2015 | Йокогама         | Японія            | 4 – 0     | Ірак              | товариський матч        | -    | 85'      |
| 02-08-2015 | Ухань            | Північна Корея    | 2 – 1     | Японія            | Кубок Східної Азії 2015 | -    |          |
| 05-08-2015 | Ухань            | Японія            | 1 – 1     | Південна Корея    | Кубок Східної Азії 2015 | 1    |          |
| 09-08-2015 | Ухань            | КНР               | 1 – 1     | Японія            | Кубок Східної Азії 2015 | -    |          |
| 03-09-2015 | Токіо            | Японія            | 3 – 0     | Камбоджа          | Відбір до ЧС 2018       | -    |          |
| 08-09-2015 | Тегеран          | Афганістан        | 0 – 6     | Японія            | Відбір до ЧС 2018       | -    |          |
| 08-10-2015 | Маскат           | Сирія             | 0 – 3     | Японія            | Відбір до ЧС 2018       | -    |          |
| 17-11-2015 | Пномпень         | Камбоджа          | 0 – 2     | Японія            | Відбір до ЧС 2018       | -    | 57'      |
| 29-03-2016 | Сайтама          | Японія            | 5 – 0     | Сирія             | Відбір до ЧС 2018       | -    | 58'      |
| 6-9-2016   | Бангкок          | Таїланд           | 0 – 2     | Японія            | Відбір до ЧС 2018       | -    |          |
| 6-10-2016  | Сайтама          | Японія            | 2 – 1     | Ірак              | Відбір до ЧС 2018       | 1    | 67'      |
| 11-10-2016 | Мельбурн         | Австралія         | 1 – 1     | Японія            | Відбір до ЧС 2018       | -    |          |
| 11-11-2016 | Касіма (Ібаракі) | Японія            | 4 – 0     | Оман              | товариський матч        | -    |          |
| 15-11-2016 | Токіо            | Японія            | 2 – 1     | Саудівська Аравія | Відбір до ЧС 2018       | -    |          |
| 23-3-2017  | Ель-Айн          | ОАЕ               | 0 – 2     | Японія            | Відбір до ЧС 2018       | -    |          |
| 28-3-2017  | Сайтама          | Японія            | 4 – 0     | Таїланд           | Відбір до ЧС 2018       | -    |          |
| 7-6-2017   | Тьофу            | Японія            | 1 – 1     | Сирія             | товариський матч        | -    | 53'      |
| 31-8-2017  | Сайтама          | Японія            | 2 – 0     | Австралія         | Відбір до ЧС 2018       | -    |          |
| 5-9-2017   | Джидда           | Саудівська Аравія | 1 – 0     | Японія            | Відбір до ЧС 2018       | -    |          |
| 6-10-2017  | Тойота           | Японія            | 2 – 1     | Нова Зеландія     | товариський матч        | -    | 90+4'    |
| 10-11-2017 | Вільнев-д'Аск    | Японія            | 1 – 3     | Бразилія          | товариський матч        | -    |          |
| 14-11-2017 | Брюгге           | Бельгія           | 1 – 0     | Японія            | товариський матч        | -    |          |
| 23-3-2018  | Льєж             | Японія            | 1 – 1     | Малі              | товариський матч        | -    | 34'      |
| 27-3-2018  | Льєж             | Японія            | 1 – 2     | Україна           | товариський матч        | -    |          |
| 30-5-2018  | Йокогама         | Японія            | 0 – 2     | Гана              | товариський матч        | -    | 60'      |
| Усього     |                  | Матчів            | 41        |                   | Голів                   | 2    |          |

## Титули і досягнення
- Чемпіон Японії (1):

«Віссел Кобе»: 2023
- Володар Кубка Імператора (2):

«Сересо Осака»: 2017
«Віссел Кобе»: 2019
- Володар Кубка Джей-ліги (1):

«Сересо Осака»: 2017
- Володар Суперкубка Японії (2):

«Сересо Осака»: 2018
«Віссел Кобе»: 2020
Збірні
- Переможець Азійських ігор (1): 2010
- Володар Кубка Східної Азії (1): 2013